# Brixia fuscomarginata
Brixia fuscomarginata är en insektsart som beskrevs av Williams 1975. Brixia fuscomarginata ingår i släktet Brixia och familjen kilstritar. Inga underarter finns listade i Catalogue of Life.